# سلجوق خاتون
سُلجُوق خاتون - Selçuk Hatun (ولدت سنة 1407 - و تُوفيت يوم 14 شوَّال 890هـ المُوافق فيه 25 تشرين الأوَّل (أكتوبر) 1485م، دُفنت في تُربة أبيها بِبورصة) أميرة عثمانية هي ابنة السلطان العثماني محمد الأول ، تزوَّجت الأمير تاجُ الدين إبراهيم بك بن إسفنديار الجندرلي، صاحب قسطموني.